# Stenomacrus premitus
Stenomacrus premitus är en stekelart som först beskrevs av Davis 1897.  Stenomacrus premitus ingår i släktet Stenomacrus och familjen brokparasitsteklar. Inga underarter finns listade i Catalogue of Life.